# Nikolaus von Dornspach
Nikolaus von Dornspach (* 29. Juni 1516 in Mährisch Trübau; † 7. September 1580 in Zittau) war Bürgermeister von Zittau.

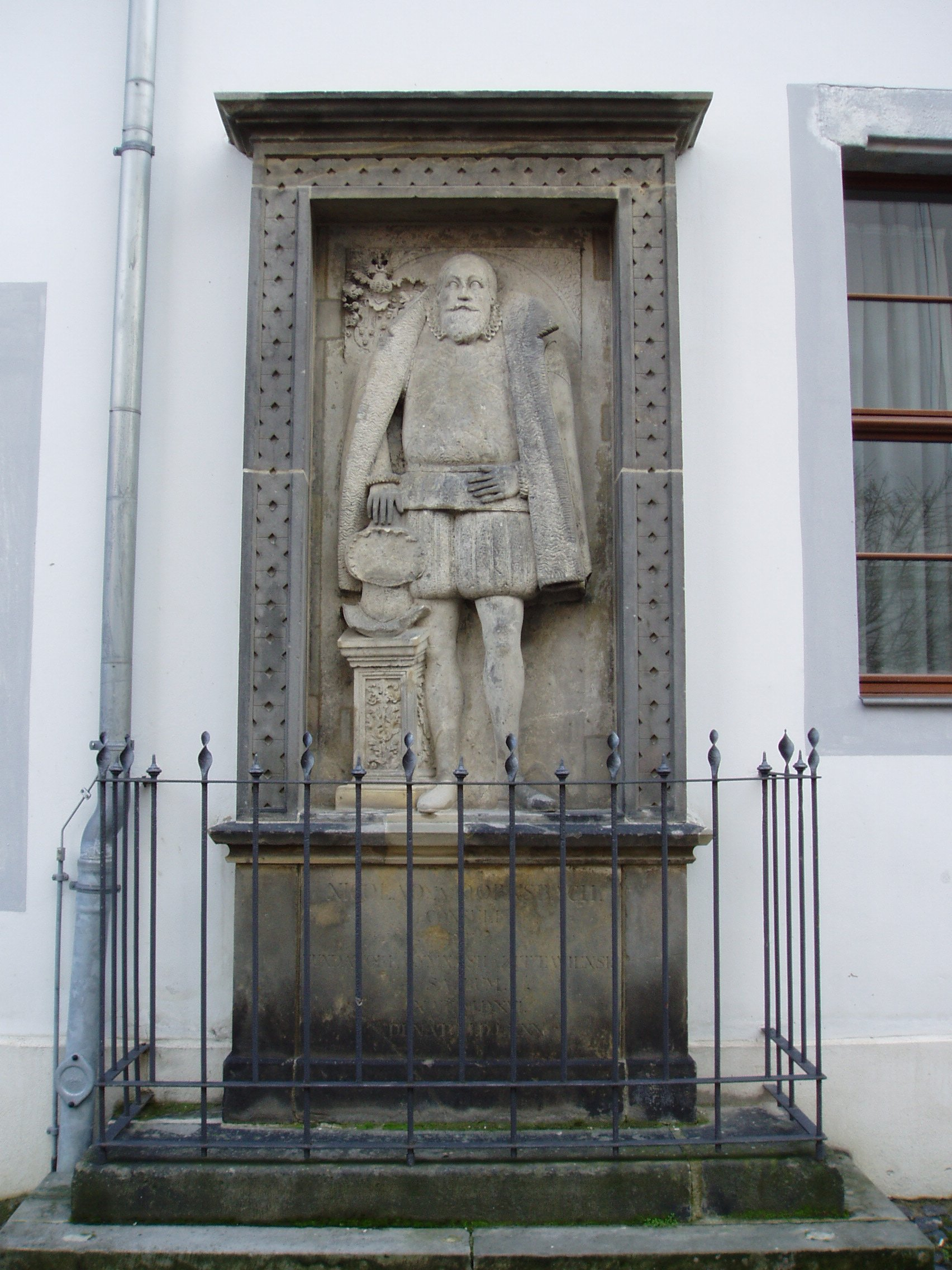
Grabmal des Nikolaus von Dornspach an der Nordseite des ehemaligen Johanniskirchhofs am alten Gymnasium in Zittau

## Leben
Geboren als Sohn des Stadtschreibers Johann Dornspach, immatrikulierte er sich zuerst an der Universität Krakau, wechselte dann an die Universität Wittenberg, wo er auch Vorlesungen von Martin Luther und Philipp Melanchthon besuchte. 1536 ging er als Lehrer an die Stadtschule von Zittau und gelangte durch seine 1539 erfolgte Heirat mit Christine Just 1542 in den Zittauer Rat. Nachdem er 1546 zum Stadtschreiber gewählt worden war, erlangte er Bedeutung, als er die wirtschaftliche Lage der Stadt nach dem Oberlausitzer Pönfall rettete. Dabei gehörte er zu den zwölf Zittauern, die sich in Prag wegen Hochverrats verantworten mussten.
Nachdem die königlichen Kommissare Ferdinands I. einen neuen Rat in Zittau eingesetzt hatten, wurde er zunächst zum zweiten Bürgermeister und 1549 zum ersten Bürgermeister ernannt. Durch seine diplomatischen Fähigkeiten konnte er für die Stadt Zittau das durch den Pönfall entzogene Eigentum, ihre Privilegien und ihre Zunftfreiheiten zurückgewinnen. Zudem erwarb er für die Stadt umfangreichen Grundbesitz und Zittau wurde zum Mittelpunkt des Lausitzer und böhmischen Leinwandhandels.
Er selbst gelangte ebenfalls zu ansehnlichem Besitz. Durch zahlreiche Nebenämter wie Oberkirchvater, Oberspitalmeister, Salz-, Fisch- und Kellerherr, Landrichter, Renteinnehmer der Oberlausitz, Bestandherr des Stiftes Oybin etc. gelangte er zu Ansehen am Hof und wurde, nachdem er 1556 in den Adelstand erhoben wurde, 1559 kaiserlicher Rat. Sein stetig gewachsener Reichtum ermöglichte ihm ein durchaus prunkvolles Leben, welches sich auch in einem sehr selbstgefälligen Regiment reflektierte. Als Ausdruck dessen ist heute in seinem Haus, dem Bierhof, ein Thronsessel erhalten.
Nachdem im Jahr 1571 seine erste Gattin verstorben war, heiratete er am 25. Juli 1571 die erst 25 Jahre alte Elisabeth Schnitter, Tochter Onophrius Schnitters.
Auf sein aktives Wirken ist die Gründung des ersten Zittauer Gymnasiums zurückzuführen, das zum humanistischen Zentrum der Südlausitz wurde, dessen Weihe 1586 er allerdings nicht mehr erlebte.
Am 25. Juni 1584 wurde sein Steinbild, dass ihn in ritterlicher Tracht darstellt, in die Johanniskirche gebracht und dort auf sein Grab gelegt. Im Stadtbrand 1757 wurde es unter dem Schutt der Kirche begraben, bei Aufräumarbeiten fand man es am 7. September 1812 wieder. 1838 wurde dieses Grabdenkmal in die Südwand des Alten Gymnasiums eingemauert (heute Platz hinter der Johanniskirche).